# Adamuz
Adamuz – gmina w Hiszpanii, w prowincji Kordoba, w Andaluzji, o powierzchni 334,84 km². W 2011 roku gmina liczyła 4446 mieszkańców.